# Milano-Modena 1906
La Milano-Modena 1906, prima storica edizione della corsa, si svolse il 19 agosto 1906 su un percorso di 200 km. La vittoria fu appannaggio dell'italiano Anteo Carapezzi, che completò il percorso in 7h38'35", alla media di 26,168 km/h, precedendo i connazionali Cesare Zanzottera e Giovanni Cuniolo.
Sul traguardo di Modena 18 ciclisti, su 86 partiti da Rogoredo/Milano, portarono a termine la competizione.

## Ordine d'arrivo (Top 10)
| Pos. | Corridore           | Squadra         | Tempo    |
| ---- | ------------------- | --------------- | -------- |
| 1    | Anteo Carapezzi     | Bianchi         | 7h38'35" |
| 2    | Cesare Zanzottera   | -               | a 2"     |
| 3    | Giovanni Cuniolo    | Rudge Whitworth | s.t.     |
| 4    | Giulio Tagliavini   | Turkheimer      | s.t.     |
| 5    | Andrea Massironi    | -               | s.t.     |
| 6    | Carlo Galetti       | OTAV            | s.t.     |
| 7    | Torri               | -               | s.t.     |
| 8    | Cesare Brambilla    | Rudge Whitworth | s.t.     |
| 9    | Francesco Ambri     | -               | s.t.     |
| 10   | Giovanni Rossignoli | Turkheimer      | s.t.     |